# Mount Siple
Mount Siple – nieaktywny wulkan tarczowy na Wyspie Siple’a u wybrzeża Ziemi Marii Byrd w Antarktydzie Zachodniej.

## Nazwa
Nazwany na cześć Paula Siple’a (1908-1968) – amerykańskiego odkrywcy i geografa, który brał udział w sześciu wyprawach antarktycznych i był nawigatorem wszystkich głównych lotów badawczych z bazy Little America, w tym lotu, podczas którego odkryto Mount Siple . 

## Geografia

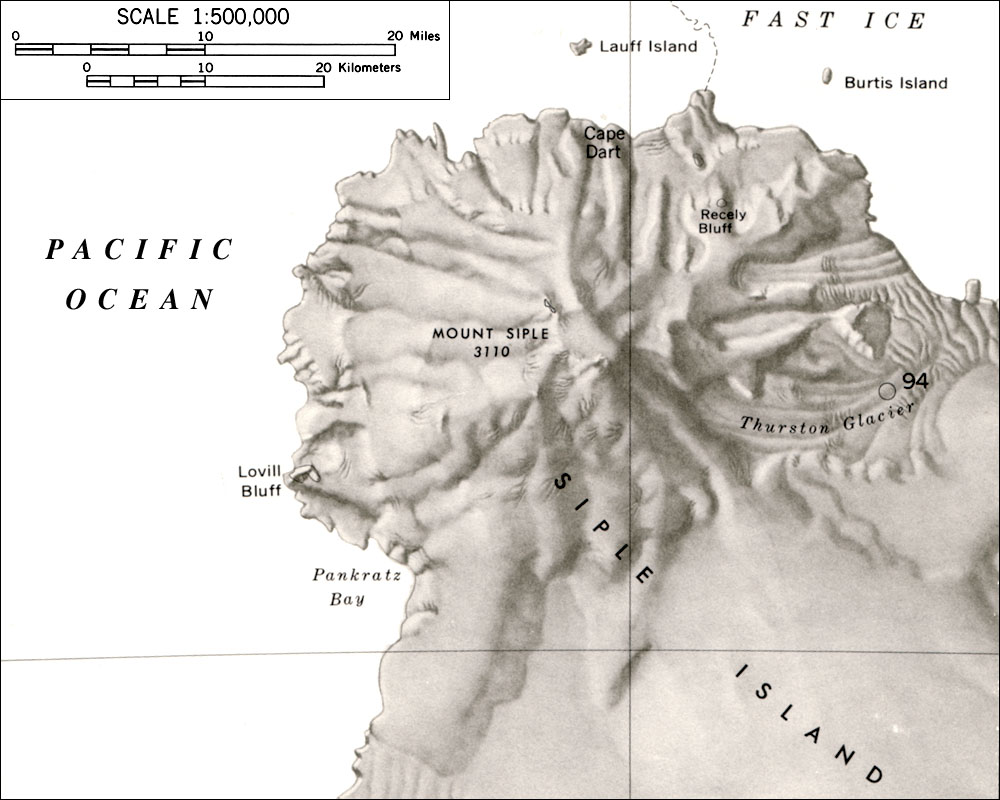
Mapa topograficzna wulkanu

Mount Siple leży w północno-zachodniej części Wyspy Siple’a, oddzielonej od Wybrzeża Bakutisa na Ziemi Marii Byrd przez Lodowiec Szelfowy Getza . 
Jest to masywny wulkan – jego średnica podstawy to 45–35 km. Wznosi się na wysokość 3110 m. Jest to trzecia co do wybitności góra w Antarktyce (po Masywie Vinsona (4892 m) i Mount Erebus (3794 m)  . Nie ma dowodu, że jej wierzchołek został kiedykolwiek zdobyty .

## Charakterystyka
Mount Siple to wulkan tarczowy zbudowany z bazaltu . Na jego szczycie znajduje się wypełniona lodem kaldera o średnicy ok. 4,5 km. Sam wulkan nie jest przykryty lądolodem West Antarctic Ice Sheet, który dochodzi do wybrzeża Ziemi Marii Byrd. 
Wiek trachitów występujących na szczycie ustalono przy pomocy datowania metodą argonową na ok. 227–169 tys. lat . Stożki pasożytnicze na zboczach wulkanu mogły być aktywne w holocenie, lecz brak jest wiarygodnych danych potwierdzających ich aktywność. 
Raporty o aktywności wulkanu na podstawie zdjęć satelitarnych w 1988 roku i 2012 roku okazały się mylne – zjawiska uchwycone na zdjęciach miały charakter atmosferyczny, a nie wulkaniczny . Obecnie (stan na 2021 rok) nie ma wystarczających wskazań, by wulkan uznać za aktywny.  

## Historia
Odkryty z powietrza podczas jednego z lotów badawczych z bazy Little America w latach 1939–1941 . 